# الصبغي X

تخطيط للشق الصبغي X

الصِّبْغِيُّ X (بالإنجليزية: X chromosome)‏ هو واحد من صبغيين لتحديد الجنس في الكثير من أنواع الحيوانات، بما فيها الثدييات (الآخر هو صبغي Y). بل هو جزء من نظام اكس وواي لتحديد الجنس. صبغي X سمي بذلك لخصائصه الفريدة من قبل الباحثين القدماء، مما أدى إلى تسمية نظيره صبغي Y حسب الحرف التالي في الأبجدية بعد أن تم اكتشافه في وقت لاحق.

## عند البشر

### الوظيفة
كروموسومات الجنس (اكس اكس) هي واحدة من 23 زوجا من الكروموسومات المتجانسة في الأنثى. يحتوي الكروموزوم (اكس) على أكثر من 153 مليون زوج قاعدي (مواد البناء من الحمض النووي)، ويمثل حوالي 5 ٪ من مجموع الحمض النووي لخلايا النساء، 2,5 ٪ في الرجال.
كل شخص لديه عادة زوج واحد من الكروموسومات الجنسية في كل خلية. للإناث اثنين من الكروموزومات اكس (اكس اكس)، في حين أن للذكور واحد اكس وواحد واي (اكس واي). يحتفظ كل من الذكور والإناث بالكروموسوم اكس من والدتهما، والإناث يحتفظن بالكروموسوم اكس الثانية من والدهما. وبما أن الأب يحتفظ بالكروموسوم اكس من والدته، وأنثى الإنسان تحتفظ بالكروموسوم اكس الثانية من والدها، تصبح أنثى الإنسان لديها كروموسوم اكس واحد من جدتها (جانب الأب)، كروموسوم إكس واحدة من والدتها.
تحديد الجينات في كل كروموسوم هو مجال أحدث البحوث الجينية. لأن الباحثين يستخدمون مناهج مختلفة للتنبؤ بعدد الجينات في كل كروموسوم، يختلف تقدير عدد الجينات. يحتوي الكروموزوم (اكس) على حوالي 2000 [3] جين مقارنة بالكروموسوم (واي) الذي يحتوي على 78 [5]من الجينات، من مجموع 20000 إلى 25000 من الجينات المقدرة في الجينوم البشري ككل. الأمراض الناتجة عن التحور في الجينات على كروموسوم إكس يتم وصفها بأنها مرتبطة الكروموزوم (اكس)الوراثية(x linked).
يحمل الكروموزوم (اكس) بضعة آلاف الجينات، ولكن القليل، إن وجدت، من هذه لها أي علاقة مباشرة بتحديد نوع الجنين.
في وقت مبكر من تطور الجنين في الإناث، واحدة من الكروموزومات اكس يتم تعطيلها بشكل عشوائي ودائم في جميع الخلايا الجسمية تقريبا، (عدا خلايا الحيوانات المنوية والبويضات). وتسمى هذه الظاهرة تعطيل اكس أو Lyonization، وتصبح ما يسمى جسم البار (Barr body). تعطيل إحدى الكروموزومات اكس يضمن أن الإناث، مثل الذكور، تصبح لديها نسخة وظيفية واحدة من الكروموزوم (اكس) في كل خلايا الجسم. وكان من المفترض من قبل أن نسخة واحدة فقط من الكروموزومات (اكس) هي التي يتم استخدامها بنشاط. كان هناك اعتقاد سائد في السابق ان الأنثى بصفتها تمتلك اثنين من كروموزومات (اكس) وبالتالي نسختين من كل مورثة محمولة في طيات كل كروموزوم فان أحد الكروموزومات يكون غير فعال وليس له دور يذكر ولكن تشير الأبحاث الحديثة إلى أن الجسم البار قد يكون أكثر نشاطا من الناحية البيولوجية مما كان من المفترض في السابق [7].

### البنية
نظرية روس عام 2005 واونو في عام 1967 تقول أن كروموسوم (اكس) مستمد جزئيا من الجينوم (غير المتصلة بالجنس) من الثدييات الأخرى ودليلاَ على التحالفات بين التسلسل الجيني للأنواع المختلفة.
الكروموسوم اكس أكبر ولديه euchromatin أكثر نشاطا من نظيره الكروموسوم (واي). مقارنة بين (اكس) و(واي) تكشف مناطق تناظر بينهما. ومع ذلك، فإن المنطقة المقابلة في (واي) تبدو أقصر بكثير، مما يعني انتكاسة وراثية لل (واي) في تلك المنطقة. ولأن للذكور كروموسوم (اكس) واحد فقط، هم أكثر عرضة للأمراض ذات الصلة بالكروموسوم اكس.
تشير التقديرات إلى أن 10٪ من الجينات المشفرة بواسطة كروموسوم اكس ترتبط بعائلة ال CT الجينية، سميت CT لأنها تشفر لمواد كيميائية تصدر على حد سواء من الخلايا السرطانية وكذلك في خصية الإنسان (في المرضى الأصحاء).

## دوره في الأمراض

### الأمراض ذات الصلة باختلاف عدد الكروموزومات
- متلازمة كلاينفلتر
  - سبب متلازمة كلاينفلتر هو وجود واحد أو أكثر من الكروموزوم (اكس) في خلايا الذكر. المواد الجينية الإضافية من الكروموزوم (اكس) تتعارض مع التطور الجنسي للذكور، وتمنع الخصيتين من العمل بشكل طبيعي، وتحد من مستويات هرمون تستوستيرون.
  - عادة ما يكون نسخة واحدة إضافية من الكروموزوم (اكس) في كل خلية، ليصبح المجموع الكروموزومات (47، XXY). وجود أكثر من نسخة واحدة إضافية من الكروموزوم (اكس) في كل خلية أقل شيوعا (48، 49 أو XXXY، XXXXY) أو نسخ إضافية من كل من اكس وواى (48، XXYY) في كل خلية. المواد الوراثية الإضافية تؤدي إلى زيادة في الطول، وبعض الإعاقة في التعلم والقراءة، وغيرها من المشاكل الطبية. متوسط الذكاء في متلازمة كلاينفلتر في المعدل الطبيعي. مع زيادة عدد الكروموزومات اكس أو-و واى 48، XXXY، 48، XXYY، أو 49، XXXXY، تزداد معدلات التأخر في النمو والصعوبات المعرفية وبعض الإعاقة الفكرية قد تكون موجودة.
  - يمكن متلازمة كلاينفيلتر أن تظهر أيضا نتيجة لكروموسوم اكس اضافي في بعض خلايا الجسم فقط. وتسمى هذه الحالات مُزَيَّق 46، XY/47، XXY.
- المُتَلاَزِمَةُ الثَّلاَثِيَّةُ الإِكس (وتسمى أيضا XXX47، أو trisomy X / triple X syndrome):
  - هذه المتلازمة ناتجة من نسخة إضافية من الكروموزوم (اكس) في كل من خلايا المرأة. حيث إن الإناث مع تريسمي اكس لديهن ثلاثة كروموزومات اكس، أي ما مجموعه 47 كروموسوم لكل خلية. ويكون متوسط الذكاء للإناث مع هذه المتلازمة هو 90، في حين أن متوسط معدل الذكاء العادي عند غيرهن هو 100 [10]. وفي المتوسط هن أطول من الإناث العاديين. يستطعن الإنجاب وأطفالهن لا ترث هذه الحالة. [11]
  - ويوجد أكثر من نسخة واحدة إضافية من الكروموزوم (اكس) (48XXXX، XXXXX49 تم تحديدها، ولكن هذه الحالات نادرة.
- متلازمة تيرنر
  - نتيجة أن كل من خلايا المرأة بها واحدة من الكروموزوم (اكس) العادية وكروموسوم الجنس الآخر مفقود أو تم تغييرها. حيث أن المواد الجينية المفقودة تؤثر على النمو وتسبب الملامح المميزة في هذه المتلازمة، بما في ذلك قصر القامة والعقم.
  - حوالي نصف الأفراد الذين يعانون من متلازمة تيرنر أحادى الكروموزوم اكس(45 X)، مما يعني أن كل خلية في جسم المرأة فيها نسخة واحدة فقط من الكروموزوم (اكس) بدلا من نسختين المعتاد. يمكن لمتلازمة تيرنر أن تحدث أيضا إذا كان واحد من كروموسومات الجنس مفقود جزئيا أو معادة ترتيبها بدلا من مفقودة تماما. بعض النساء مع متلازمة تيرنر لديهن تغيير في الكروموسومات فقط بعض من خلاياهم. وتسمى هذه الحالات مزيق متلازمة تيرنر (45X، XX46،).

### اضطرابات أخرى
متلازمة ذكر XX هو اضطراب نادر، حيث المنطقة SRY من كروموسوم واي يكون موجودا على واحدة من الكروموزومات اكس. ونتيجة لذلك، فإن الجمع بين XX بعد الإخصاب له نفس التأثير كما XY، ينتج عنه ذكر. ومع ذلك، فإن جينات أخرى على كروموسوم اكس تسبب التأنيث أيضا.
x linked endothelial corneal dystrophy أو الضمور في خلايا الاندوثيليوم في الفرنية المرتبط بكروموزوم X هو مرض نادر جدا مرتبط بالمنطقة Xq25. Lisch epithelial corneal dystrophy مرتبط مع Xp22.3.
ويرتبط مع Megalocornea 1 - Q22 Xq21.3
هناك بعض المورثات المرضية المتنحية يمكن أن تتواجد على الصبغي X، ويقصد بالمورثات غير المهيمنة ان لظهورها كحالة مرضية أو صفة وراثية فإنه لابد ان يتوفر مورثة مشابهة بالضبط لها على على الكروماتيد الأخر المكون للصبغي الواحد إذ ان الصبغي الواحد مؤلف من كروماتيدين ومصدر كل كروماتيد واحد هو أحد الوالدين. وهذه الحالات تظهر عادة على الذكور لكونهم يحملون صبغيا واحدا من نوع X بينما تكون الأنثى حاملة لهذه المورثة دون أن تظهر عليها اعراض المرض لأن المرض كي يظهر فانه يتطلب وجود مورثته على كلا الصبغيين نوع X ومن أشهر هذه الأمراض هو مرض الناعور أو ما يسمى بنزف الدم الوراثي وعمى الألوان.